# Heinz-Reiner Treichel
Heinz-Reiner Treichel (* 23. April 1953) ist ein deutscher Betriebswirt und Hochschullehrer.

## Leben
Heinz-Reiner Treichel studierte Ingenieurwissenschaften mit der Fachrichtung Druckereitechnik an der Bergischen Universität Wuppertal und schloss als Diplom-Ingenieur ab. Es folgte ein Studium der Wirtschaftswissenschaften und Wirtschaftsinformatik an der Gerhard-Mercator-Universität Duisburg, das er als Diplom-Ökonom abschloss. 1987 promovierte Treichel in Duisburg mit seiner Arbeit „Exante Evaluation staatlicher Programme zur Innovationsförderung.“
Treichel arbeitete als Projektingenieur im Unternehmen von Rudolf Hell. Er war wissenschaftlicher Mitarbeiter und Geschäftsführer des Institutes für angewandte Innovationsforschung an der Ruhr-Universität Bochum sowie wissenschaftlicher Referent im Bundesforschungsministerium in Bonn. 1992 folgte er einem Ruf als ordentlicher Professor für Betriebswirtschaftslehre der informationsbearbeitenden Betriebe an die Bergische Universität Wuppertal. Dort war er Prodekan im ehemaligen Fachbereich 5. Seit 2003 ist er Prorektor für Struktur und Finanzen. Seit 2013 ist Treichel Vorsitzender des Instituts für Systemforschung der Informations-, Kommunikations- und Medientechnologie SIKoM.
Privates
Heinz-Reiner Treichel ist verheiratet und hat zwei Kinder.